# 20 مارس
- السبت
- الأحد
- الاثنين
- الثلاثاء
- الأربعاء
- الخميس
- الجمعة

- 11 رمضان 1446  هـ
- 22 رمضان 1446  هـ
- 33 رمضان 1446  هـ
- 44 رمضان 1446  هـ
- 55 رمضان 1446  هـ
- 66 رمضان 1446  هـ
- 77 رمضان 1446  هـ
- 88 رمضان 1446  هـ
- 99 رمضان 1446  هـ
- 1010 رمضان 1446  هـ
- 1111 رمضان 1446  هـ
- 1212 رمضان 1446  هـ
- 1313 رمضان 1446  هـ
- 1414 رمضان 1446  هـ
- 1515 رمضان 1446  هـ
- 1616 رمضان 1446  هـ
- 1717 رمضان 1446  هـ
- 1818 رمضان 1446  هـ
- 1919 رمضان 1446  هـ
- 2020 رمضان 1446  هـ
- 2121 رمضان 1446  هـ
- 2222 رمضان 1446  هـ
- 2323 رمضان 1446  هـ
- 2424 رمضان 1446  هـ
- 2525 رمضان 1446  هـ
- 2626 رمضان 1446  هـ
- 2727 رمضان 1446  هـ
- 2828 رمضان 1446  هـ
- 2929 رمضان 1446  هـ
- 301 شوال 1446  هـ
- 312 شوال 1446  هـ
- 13 شوال 1446  هـ
- 24 شوال 1446  هـ
- 35 شوال 1446  هـ
- 46 شوال 1446  هـ

20 مارس أو 20 آذار أو يوم 20 \ 3 (اليوم العشرون من الشهر الثالث) هو اليوم التاسع والسبعون (79) من السنة البسيطة، أو اليوم الثمانون (80) من السنوات الكبيسة وفقًا للتقويم الميلادي الغربي (الغريغوري). يبقى بعده 286 يوما لانتهاء السنة.

## أحداث
- 845 - ظهور الفايكنج على أبواب باريس.
- 1809 - نابليون بونابرت ينتصر على النمساويين في إنسبروك.
- 1815 - نابليون بونابرت يعود إلى باريس من منفاه في جزيرة إلبا، وبدأت بذلك فترة المائة يوم التي حاول خلالها إعاده بناء إمبراطوريته.
- 1929 - إنشاء جهاز بوليسي لمكافحة المخدرات في مصر، وكان أول جهاز من نوعه في الشرق العربي.
- 1949- تأسيس نادي الرجاء الرياضي
- 1956 - فرنسا تمنح تونس الاستقلال الكامل ما عدا ميناء بنزرت.
- 1973 - القوات العراقية تهاجم مركز الصامتة الحدودي الكويتي فيما يعرف بحادثة الصامتة.
- 1977 - رئيسة وزراء الهند أنديرا غاندي تستقيل من منصبها بعد خسارتها الانتخابات النيابية.
- 1986 - جاك شيراك يتولى رئاسة وزراء فرنسا.
- 1995 - جماعة إرهابية دينية في اليابان تطلق غازاً سامّاً في نفق مترو العاصمة طوكيو يؤدي إلى مقتل 12 شخص وإصابة 5000 آخرون.
- 2003 - بداية الحرب الأمريكية على العراق، والعد التنازلي للإطاحة بحكم صدام حسين.
- 2007 - تنفيذ حكم الإعدام بنائب الرئيس العراقي الأسبق طه ياسين رمضان بعد إدانته بجرائم الإبادة الجماعية.
- 2009 - الرئيس الأمريكي باراك أوباما يوجه خطاب إلى القادة الإيرانيين بمناسبة رأس السنة الفارسية عرض عليهم فيه تجاوز النزاع المستمر منذ 30 عامًا، وإيران ترحب بالرسالة وتدعو لإصلاح أخطاء الولايات المتحدة السابقة.
- 2011 - اللجنة المشرفة على إجراء الاستفتاء على تعديل الدستور في مصر تعلن عن موافقة 77.2% من المشاركين بالاستفتاء على التعديلات المقترحة في نسبة إقبال بلغت 41.2%.
- 2015 -
  - كسوف كلي للشمس في شمال أوروبا وجزئي في بعض الدول العربية.
  - مقتل أكثر من 140 شخصًا وجرح المئات في تفجيرات انتحارية في مسجدين بصنعاء تبنَّاها تنظيم داعش.
- 2016 - مقتل 18 شرطيا في هجوم مسلح على نقطة أمن في مدينة العريش المصرية.
- 2019 -
  - رئيس كازاخستان نور سلطان نزارباييف يُعلن استقالته من منصبه بعد نحو ثلاثة عُقُود قضاها في حُكم الدولة، والرئيس الجديد قاسم جومارت توكاييف يُعلن تغيير اسم عاصمة البلاد من «أستانا» إلى «نور سلطان» تيمنًا بالرئيس المُتنحي.
  - عالمة الرياضيَّات الأمريكيَّة كارين يوهلينبيك تفوز بِجائزة أبيل لِسنة 2019، لِتُصبح أوَّل امرأة تفوز بِالجائزة المذكورة.

## مواليد
- 1367 - ابن الديري، فقيه حنفي وقاضي وشاعر مَقدَسي.
- 1725 - السلطان عبد الحميد الأول، سلطان عثماني.
- 1770 - فريدرش هولدرلين، شاعر ألماني.
- 1828 - هنريك إبسن، كاتب روائي مسرحي نرويجي.
- 1856 - فريدريك وينسلو تايلور، مهندس ميكانيكي أمريكي.
- 1882 - رينيه كوتي، رئيس فرنسا.
- 1907 - جميلة العلايلي، شاعرة وأديبة مصرية.
- 1911 - ألفونسو جارسيا روبلز، دبلوماسي مكسيكي حاصل على جائزة نوبل للسلام عام 1982.
- 1920 - أندريه شديد، كاتبة وشاعرة فرنسية.
- 1947 - الأمير الحسن بن طلال، ولي عهد الأردن من عام 1965 إلى 1999.
- 1950 - ويليام هورت، ممثل أمريكي.
- 1952 - شروق، ممثلة مصرية.
- 1956 - كاترين أشتون، سياسية بريطانية.
- 1957 - سبايك لي، ممثل ومخرج أمريكي.
- 1958 - هولي هنتر، ممثلة أمريكية.
- 1961 - يسبر أولسن، لاعب كرة قدم دنماركي.
- 1964 - نتاشا أطلس، مغنية تونسية / بلجيكية.
- 1970 - جلال شموط، ممثل سوري.
- 1975 - حميد مراد، ممثل بحريني.
- 1980 - حمادة هلال، مغني مصري.
- 1982 - توماس كوزتاك، لاعب كرة قدم بولندي.
- 1984 - فرناندو توريس، لاعب كرة قدم إسباني.
- 1987 - باتريك بويل، لاعب كرة قدم اسكتلندي.
- 1988 - حمد أشكناني، ممثل كويتي.

## وفيات
- 1413 - الملك هنري الرابع، ملك إنجلترا.
- 1727 - السير إسحاق نيوتن عالم فيزيائي إنجليزي، مؤسس علم الميكانيك وواضع قانون الجذب العام، والقوانين الثلاثة في الحركة الخطية، وصاحب تجربة تحليل الضوء الأبيض النافذ عبر المنشور.
- 1914 - محمد بن يوسف أطفيش، فقيه وصحفي وناشط ومدرس وكاتب جزائري.
- 1925 -
  - جورج كورزون، سياسي بريطاني.
  - محمد منيب الجعفري، فقيه وقاضي فلسطيني عثماني.
- 1931 - هرمان مولر، مستشار ألمانيا.
- 1934 - أشرف الدين الحسيني، صحفي وشاعر إيراني.
- 1940 - ألفريد بلوتز، طبيب ألماني.
- 1949 – علي الجارم، شاعر مصري.
- 1980 - عبد الغني النجدي، ممثل مصري.
- 1990 - ليف ياشين، حارس مرمى كرة قدم سوفيتي.
- 1993 - بولي كارب كوش، عالم فيزياء أمريكي حاصل على جائزة نوبل في الفيزياء عام 1955.
- 2004 - الملكة جوليانا، ملكة هولندا.
- 2005 - مبارك الحساوي، سياسي واقتصادي كويتي.
- 2007
  - طه ياسين رمضان، نائب الرئيس العراقي في فترة حكم صدام حسين.
  - عز الدين الشريف، سياسي وعسكري فلسطيني.
- 2009 - عبد اللطيف الفيلالي، رئيس وزراء المغرب.
- 2021 - بسام فرج، رسام كاريكاتير عراقي.
- 2022 -
  - زكي فطين عبد الوهاب، مُمثل مصري.
  - مروان المحاسني، لغوي سوري.

## أعياد ومناسبات
- الاعتدال الربيعي.
- عيد الاستقلال في تونس.
- ليلة رأس السنة في التقويم الفارسي.
- اليوم العالمي للغة الفرنسية.
- يوم السعادة العالمي.

## وصلات خارجية
- وكالة الأنباء القطريَّة: حدث في مثل هذا اليوم.
- النيويورك تايمز: حدث في مثل هذا اليوم.
- BBC: حدث في مثل هذا اليوم.